# Badlabecques
Badlabecques est un groupe musical britannique, plus précisément anglo-normand, originaire de l'île de Jersey. Il est formé en 2012 pour interpréter et diffuser la chanson en langue jersiaise en puisant dans le patrimoine parlé et chanté de l’île de Jersey.

## Patronyme
Le terme « Badlabecque » est d'origine normande. En langue normande, un badlabecque ou un badlagoule est une personne bavarde « Eun badlagoule, ch’est quiqu’eun qu’a de la jappe, qui parle beaucoup. À Jersey on dit itou eun bat d’la bec, un bar du bec, un bavard ». Le groupe Badlabecques signifie donc « Les bavards » en jersiais. Le poète guernesiais, Denys Corbet (1826-1909), s'était lui-même dénommé Badlagoule (« le bavard »).

## Histoire

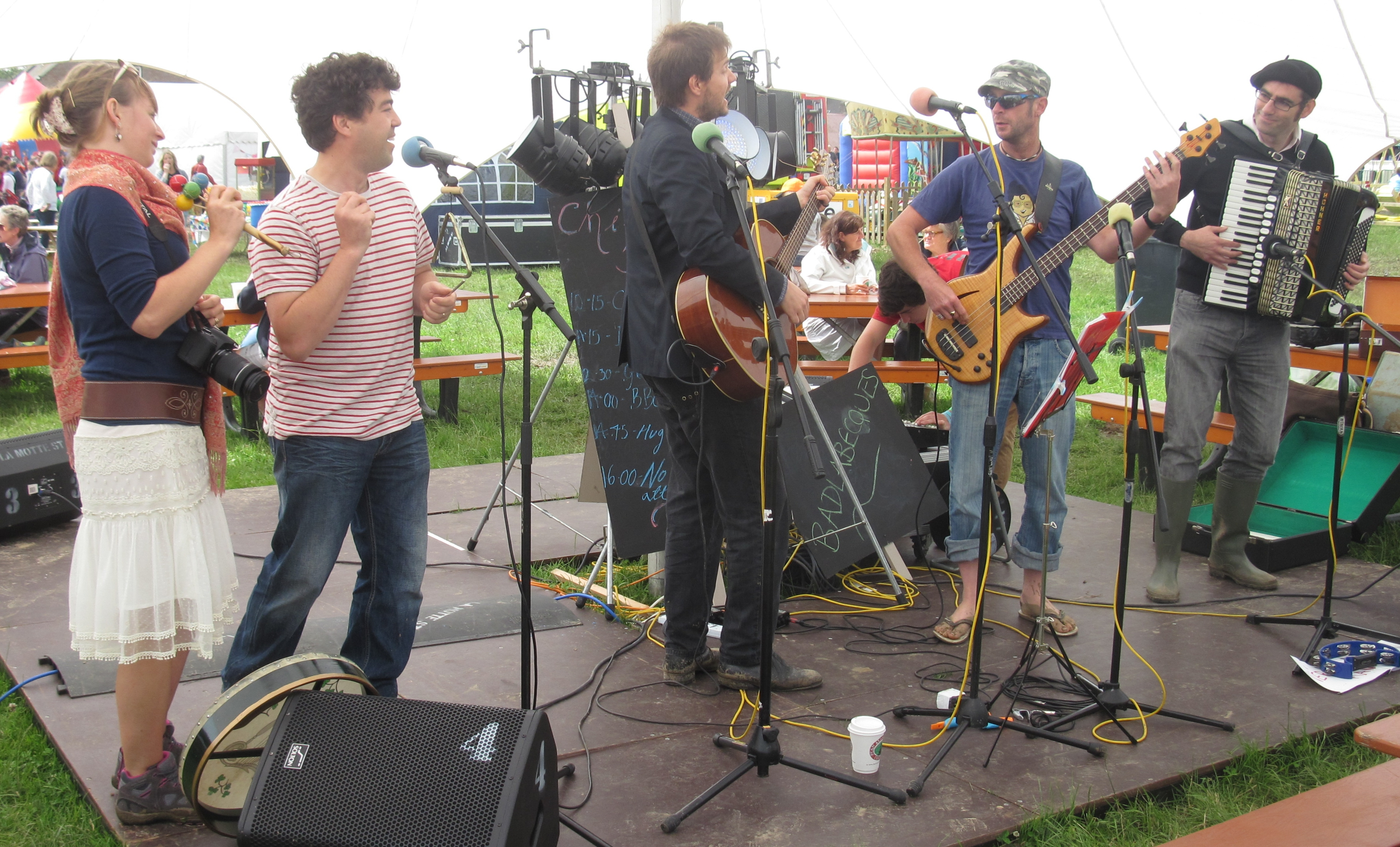
Badlabecques en juillet 2012.

Le groupe des Badlabecques est formé en 2012 avec le soutien de la Société Jersiaise, de Jersey Heritage et l'Office du Jèrriais. Le but était de pouvoir apporter un support musical et chanté en jersiais pour l'apprentissage de la langue normande de Jersey aux élèves dans le cadre de leurs études scolaires.
Les Badlabecques regroupent des musiciens et des chanteurs, tous originaires de Jersey. Le groupe s’est formé pour porter la langue jersiaise à travers des textes anciens ou nouveaux sur des sons et des rythmes provenant d’influences diverses à partir de la musique traditionnelle et l'apport des musiques du monde (latino, africaine, québécoise, pop, country, rock et folklorique). Parmi les chanteurs et musiciens, l'accordéoniste du groupe, le député des États de Jersey, Montfort Tadier et le parolier traducteur jersiais-anglais-français Geraint Jennings.
Le groupe Badlabecques essaye de construire un pont musical entre les générations notamment à travers les langues pour faire revivre la langue ancestrale normande de Jersey et participer à l'avenir musical régional des îles Anglo-Normandes.

## Concerts

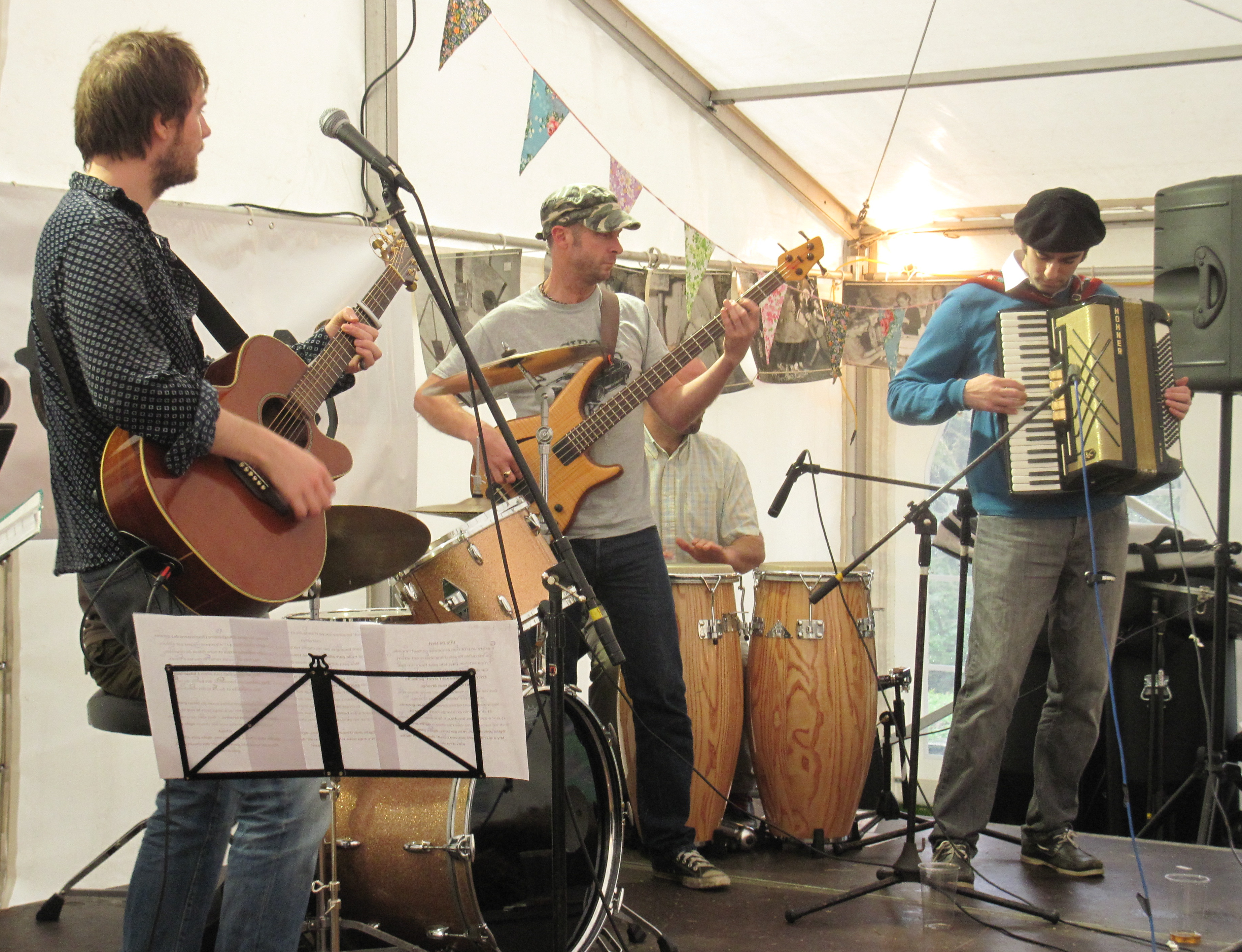
Concert lors de la Faîs'sie d'Cidre.

Leur première représentation en public est donnée le 1er juillet 2012 lors du Folklore Festival de Jersey. Depuis, le groupe Badlabecques participe à de nombreux concerts et festivals organisés à Jersey (Eisteddfod de Jersey, la Fête des Rouaisouns, la Faîs'sie d'Cidre, le Festival Jersey Live et en 2014 au Festival Branchage). Par la suite, les Badlabecques se produisent en France lors de festivals de musique en Normandie (mai 2013, Quettehou (département de la Manche), 16e édition de la Fête des Rouaisons avec les groupes Magène et Badlabeques et à Barneville-Carteret)
Le 21 juin 2013, à la Fête de la musique au Grand Sounneux à Saint-Hélier, les Badlabecques donnant un concert sur le bateau à roues à aubes, Ariadne, amarré dans un bassin du port de Saint-Hélier et surnommé le Grand Sounneux en raison de sa grande horloge à vapeur.
En décembre 2014, le groupe est invité sur la BBC Jersey pour chanter des chants de Noël à travers des chansons en jersiais.

## Discographie
- 2012 : Hécque Badlabecques! (SoundCloud Jersey)
- 2012 : La Chanson de Peirson (L'Office du Jèrriais)
- 2013 : Ma Bouaîs'sie (L'Office du Jèrriais)
- 2013 : The Option A Anthem (L'Office du Jèrriais)
- 2013 : Eune Bordée d'Noué (Genuine Jersey)
- 2014 : Ayiz eune jouaiyeuse et bouonne Fête dé Noué (L'Office du Jèrriais)